# Бульбокомиш плоскостеблий
Бульбокомиш плоскостеблий (Bolboschoenus planiculmis) — вид рослин родини осокові (Cyperaceae), поширений у Європі, Азії, Японії, Філіппінах, Тайвані, Папуа-Новій Гвінеї.

## Опис
Кореневище повзуче, закінчуються кулястими бульбами. Стебла поодинокі від бульби, 60–100 см заввишки, зазвичай ± тонкі, 3-кутові, гладкі. Листки базальні, коротші, рівні чи до злегка перевищують суцвіття; піхви коричнюваті; листова пластинка лінійна, 2–5 мм шириною, плоска, верхівка загострена. Суцвіття містить 1–6 колосків, головчате або волотеподібне. Колоски іржаво-коричневі, від яйцеподібних до довгасто-яйцеподібних, 10–16 × 4–8 мм, багатоквіті. Колоскові луски від бурого до темно-коричневого кольору, від довгастих до еліптичних, 6–8 мм. Тичинки 3; пиляки лінійні, 3–4 мм. Горішки від широко-обернено-яйцеподібної до обернено-яйцеподібної форми, 3–3.5 мм. 2n = 50, 52, 56, 108.

## Поширення
Поширений у Європі, Азії, Японії, Філіппінах, Тайвані, Папуа-Новій Гвінеї.
В Україні вид зростає біля берегів водойм, у воді до 0.5 м, зрідка глибше, на вогких берегах, на болотах.